# 11509 Thersilochos
11509 Thersilochos eller 1990 VL6 är en trojansk asteroid i Jupiters lagrangepunkt L5. Den upptäcktes 15 november 1990 av den belgiske astronomen Eric W. Elst vid La Silla-observatoriet. Den är uppkallad efter Thersilochos i den grekiska mytologin.
Asteroiden har en diameter på ungefär 50 kilometer.